# Flabelligera mastigophora
Flabelligera mastigophora är en ringmaskart som beskrevs av Annenkova 1952. Flabelligera mastigophora ingår i släktet Flabelligera och familjen Flabelligeridae. Arten har ej påträffats i Sverige. Inga underarter finns listade i Catalogue of Life.